# Crique Blanco
Crique Blanco är ett vattendrag i Belize.   Det ligger i distriktet Orange Walk, i den centrala delen av landet, 29 km nordväst om huvudstaden Belmopan.
I omgivningarna runt Crique Blanco växer i huvudsak städsegrön lövskog. Runt Crique Blanco är det glesbefolkat, med 10 invånare per kvadratkilometer.